# 毛健
毛健（？—？），清朝政治人物。

## 生平
毛健曾于接替周之培任龙岩州知州一职，咸丰二年由马百庆接任。